# Галактична імперія
Галактична імперія — популярна у науковій фантастиці модель побудови міжзоряного суспільства, що передбачає єдину державу галактичних масштабів з імператором на чолі й організацією управління на зразок феодального.
Найвідоміші Галактичні імперії із:
- «Зоряних війн» — Джорджа Лукаса,
- циклів творів «Галактична імперія» та «Фундація» — Айзека Азімова[1],
- «Дюни» — Френка Герберта.

Побудова Всесвіту, якому можлива галактична імперія, передбачає розселення людства у всій Галактиці на тисячах і мільйонах планет, існування надсвітлових засобів переміщення, розвинена торгівля й взаємозв'язок між планетами. Питання про те, чи можливе в такій системі управління з єдиного центру, зазвичай не розглядається. У «Зоряних війнах» Галактична імперія протиставляється Галактичній республіці, на зразок протиставленню Римська імперія — Римська республіка, і виступає злою силою. У Азімова, навпаки, Галактична імперія річ бажана, однак нестійка.